# Jasmin Bajwa

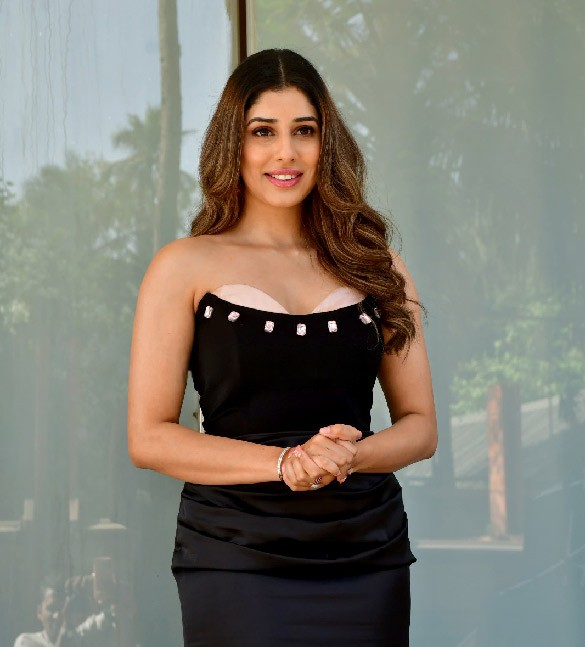
Jasmin Bajwa, 2025

Jasmin Bajwa (Hindi जैस्मीन बाजवा; * 26. September 1996) ist eine indische Schauspielerin.

## Leben und Karriere
Bajwa wurde am 26. September 1996 geboren. Ihr Debüt gab sie 2018 in der Fernsehserie Yaar Jigree Kasooti Degree. Anschließend war sie im selben Jahr in dem Film Manmarziyaan zu sehen. 2019 spielte sie in Doorbeen mit. Außerdem trat sie 2020 im Musikvideo Birthday Gift von Sharry Mann auf. 2025 bekam Bajwa in dem Film Jatt and Juliet 3 eine Hauptrolle.

## Filmografie
Filme
- 2018: Soorma
- 2018: Manmarziyaan
- 2019: Doorbeen
- 2020: Sufna
- 2021: Fuffad Ji
- 2022: Khaao Piyo Aish Karo
- 2023: Sohranyan Da Pind Aa Geya
- 2023: Gaddi Jaandi Ae Chalaangaan Maardi
- 2024: Jatt & Juliet 3

Serien
- 2018: Yaar Jigree Kasooti Degree
- 2025: Kanneda